# Вале, Анхелика
Анхе́лика Мари́я Вале́ Ха́ртман (исп. Angélica María Vale Hartman; 11 ноября 1975, Мехико, Мексика) — мексиканская актриса, кинопродюсер и певица.

## Биография
Анхелика Мария Вале Хартман родилась 11 ноября 1975 года в Мехико в семье Рауля Вале (1944—2003) и актрисы Анхелики Марии, которые были женаты в 1975—1989 года. У Анхелики есть две младших сводных сестры по отцу. У Вале мексиканские, венесуэльские, американские и еврейские корни. В 1976 году, в 2-месячном возрасте, Анхелика дебютировала на экране, сыграв роль малышки Алехандры в мыльной опере «Чудо жизни». Всего снялась в 34 работах в кино и телесериалах. Телесериалы «Узы любви», «Ложь во спасение», «Самая прекрасная дурнушка», «Дурнушка» и «Женщины-убийцы» с участием актрисы оказались популярными. Анхелика Вале была 10 раз номинирована на различные премии, из которых ей удалось одержать победу в 8 из них.

## Личная жизнь
С 19 февраля 2011 года Анхелика замужем за бизнесменом Отто Падроном. У супругов есть двое детей — дочь — Анхелика Масиель Падрон Вале (род. 06.06.2012) и сын Даниэль Николас Падрон Вале (род. 11.08.2014).